# Theodor W. Adorno
Theodor W. Adorno (11 tháng 9 năm 1903 - 6 tháng 8 năm 1969) là một nhà xã hội học, triết học và âm nhạc học người Đức, nổi tiếng với lý thuyết phê phán xã hội.
Ông là thành viên chủ chốt của trường phái Frankfurt, trường phái có gắn với những nhà tư tưởng như Ernst Bloch, Walter Benjamin, Max Horkheimer và Herbert Marcuse, trong đó các tác phẩm của Freud, Marx và Hegel được sử dụng để phê phán xã hội hiện đại. Adorno được coi là một trong những nhà tư tưởng tiên phong về mỹ học và triết học của thế kỷ 20, cũng như một nhà tiểu luận xuất chúng. Với tư cách là một người phê phán chủ nghĩa Phát xít và cái ông gọi là công nghiệp văn hóa - các tác phẩm của Adorno - ví dụ như Dialectic of Enlightenment (1947), Minima Moralia (1951) và Negative Dialectics (1966) đã có những ảnh hưởng sâu sắc tới phe cánh tả châu Âu.